# Mesilot
 (juin 2019).
Si vous disposez d'ouvrages ou d'articles de référence ou si vous connaissez des sites web de qualité traitant du thème abordé ici, merci de compléter l'article en donnant les références utiles à sa vérifiabilité et en les liant à la section « Notes et références ».
Mesilot (מְסִלּוֹת, מסילות ´) est un kibboutz créé en 1938.

## Histoire
La communauté est initialement formée comme un kibboutz urbain près de Ness Ziona par des immigrants venus de Pologne (qui étaient membres du groupe "BaMesilah" à partir de laquelle le kibboutz tire son nom) et de la Bulgarie (membres de la « Bulgarie - Tel Hai groupe »), les deux groupes appartenant au mouvement Hachomer Hatzaïr.
Le kibboutz a été établi le 22 décembre 1938. Pendant la guerre israélo-arabe de 1948, le kibboutz a été bombardé par un avion irakien. Un membre du kibboutz a été tué dans le bombardement, et certains autres membres ont été blessés. Le 16 avril 1957, deux gardes du kibboutz ont été tués par des terroristes palestiniens venus de Cisjordanie, qui faisait alors partie de la Jordanie.
Parmi les membres du kibboutz, il y a le sculpteur Nahum Tevet (1946) et le danseur et chorégraphe Zvi Gotheiner. Et la femme politique Orly Levy.
L'économie est l'agriculture, et une usine, le "Messilot Wire Rope Factory." L'agriculture, y compris les animaux d'élevage: les vaches laitières et des troupeaux de poulets, et des plantations d'oliviers et de palmiers.
Les enfants du kibboutz sont scolarisés dans l'école régionale du kibboutz, qui sert également aux enfants à proximité du kibboutz. À côté de l'école primaire, une école spéciale a été créée pour les enfants autistes.
Les enfants entre la 7e à la 12e année, vont à l'école de Gilboa, qui a été fondée à côté du kibboutz Beit Alfa. En 2005, cette école a été fermée, de sorte que les élèves de Messilot sont transférés à l'école régionale de Neve Eitan.

## Galerie du passé

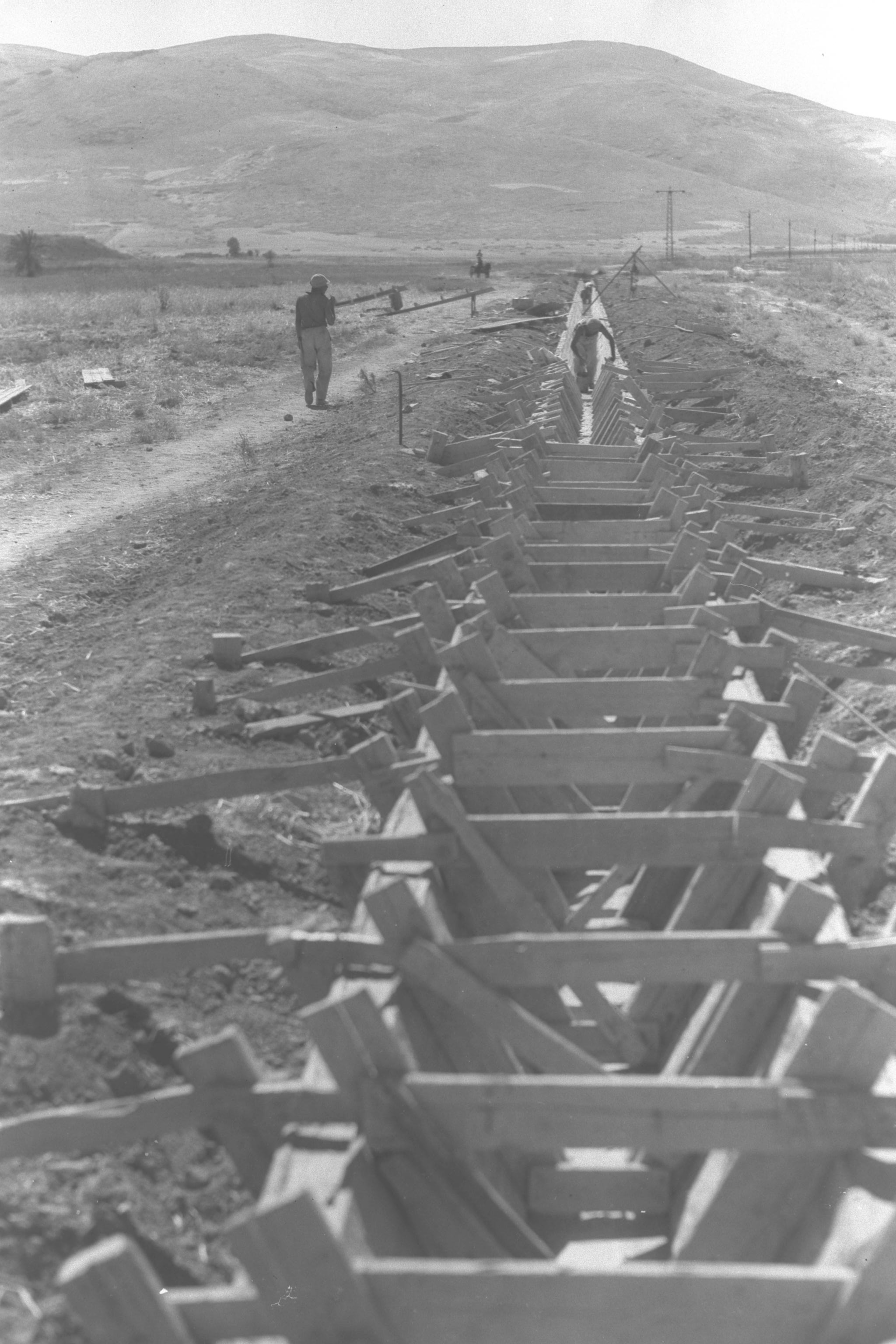
Construction d'un système d'irrigation, juin 1939
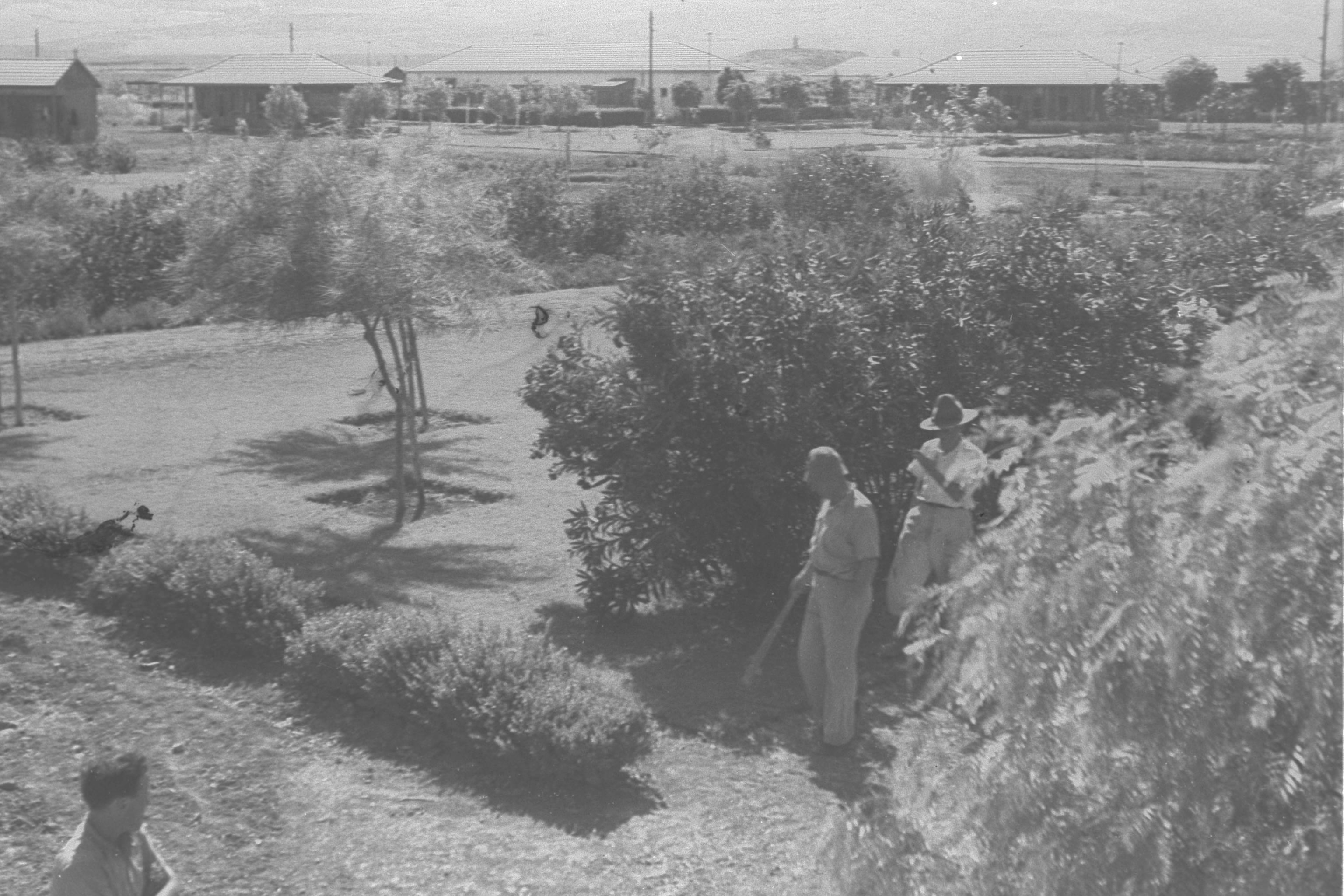
1943
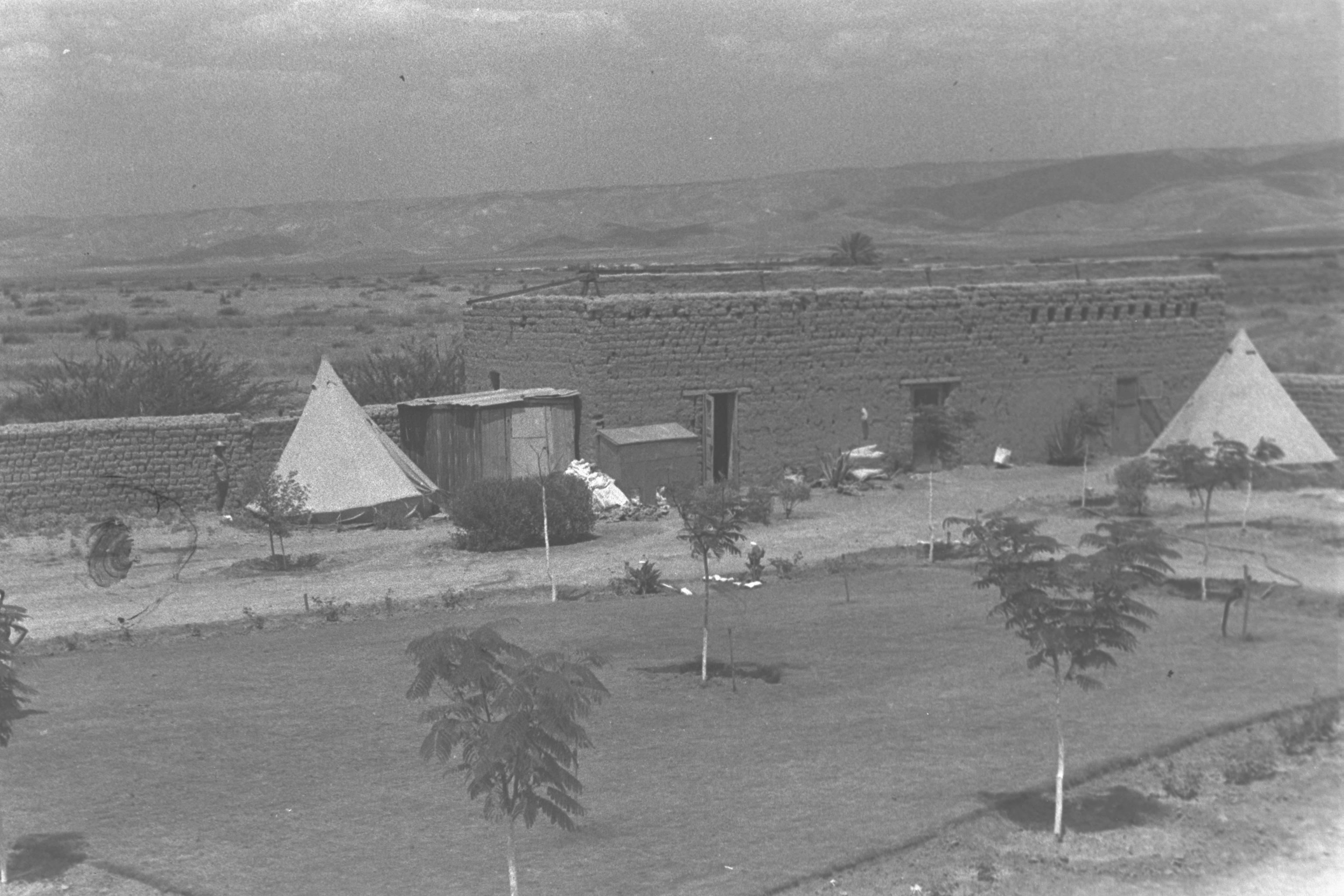
Mai 1943
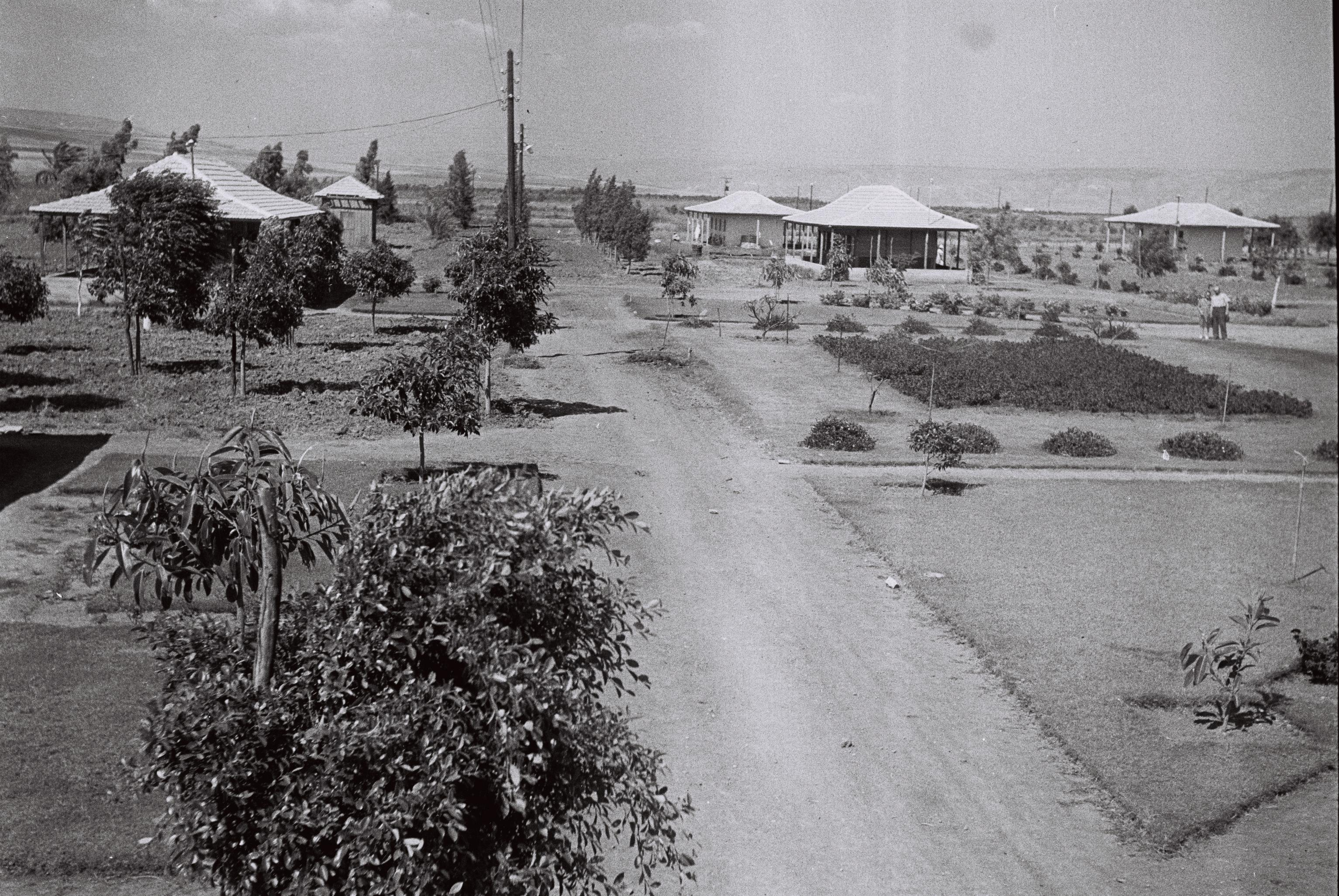
Mai 1943
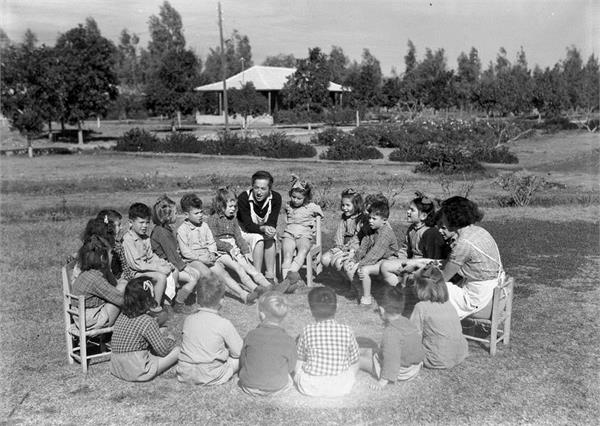
Janvier 1946
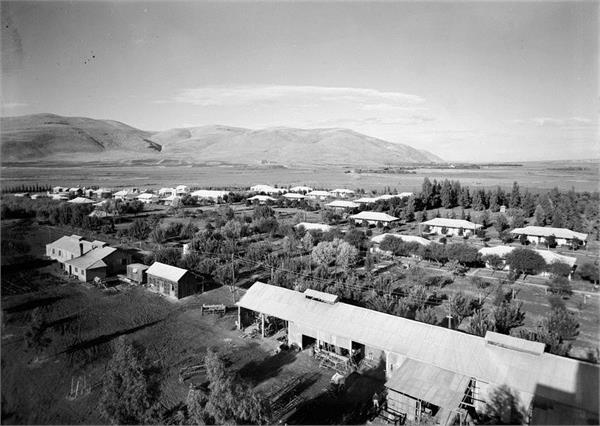
Janvier 1946